# Arp 323
Arp 323 = HCG 98 ist eine interagierende Galaxiengruppe im Sternbild Fische, die schätzungsweise 360 Millionen Lichtjahre von der Milchstraße entfernt ist. Halton Arp gliederte seinen Katalog ungewöhnlicher Galaxien nach rein morphologischen Kriterien in Gruppen. Diese Galaxiengruppe gehört zu der Klasse Ketten von Galaxien.
| Bezeichnung        | α J2000.0     | δ J2000.0   | Morphologischer Typ | mV   | Winkelausdehnung | Entfernung (Mio. Lj.) |
| ------------------ | ------------- | ----------- | ------------------- | ---- | ---------------- | --------------------- |
| NGC 7783 (HCG 98A) | 23h 54m 10,1s | +0° 22′ 58″ | SB0                 | 13,0 | 1′,3 × 0′,6      | 360                   |
| HCG 98B            | 23h 54m 12,1s | +0° 22′ 37″ | S0                  | 14,4 | 0,7' × 0,5'      | 361                   |
| HCG 98C            | 23h 54m 13,8s | +0° 21′ 25″ | E                   | 15,3 | 0,2' × 0,2'      | 369                   |
| HCG 98D            | 23h 54m 10,6s | +0° 23′ 39″ | Sc                  | 16,1 | 0,3' × 0,3'      | 673                   |